# Turnix hottentottus
O toirão-do-cabo (nome científico: Turnix hottentottus) é uma ave da família Turnicidae, anteriormente tratada como da mesma espécie do toirão-anão Turnix nanus.
A espécie é endêmica da África do Sul e é encontrada ao longo da costa sul da cidade do Cabo até a Baía de Algoa, na província do Cabo Oriental, não havendo subespécies. O pássaro ocorre na formação vegetal sul-africana denominada fynbos de montanha, onde a vegetação é relativamente escassa.
Pode ser encontrada nos seguintes países: Angola, Camarões, República Centro-Africana, República do Congo, República Democrática do Congo, Costa do Marfim, Gabão, Quénia, Malawi, Moçambique, Nigéria, Ruanda, Serra Leoa, África do Sul, Suazilândia, Tanzânia, Uganda, Zâmbia e Zimbabwe.